# Double bonheur
 (décembre 2012).
Si vous disposez d'ouvrages ou d'articles de référence ou si vous connaissez des sites web de qualité traitant du thème abordé ici, merci de compléter l'article en donnant les références utiles à sa vérifiabilité et en les liant à la section « Notes et références ».

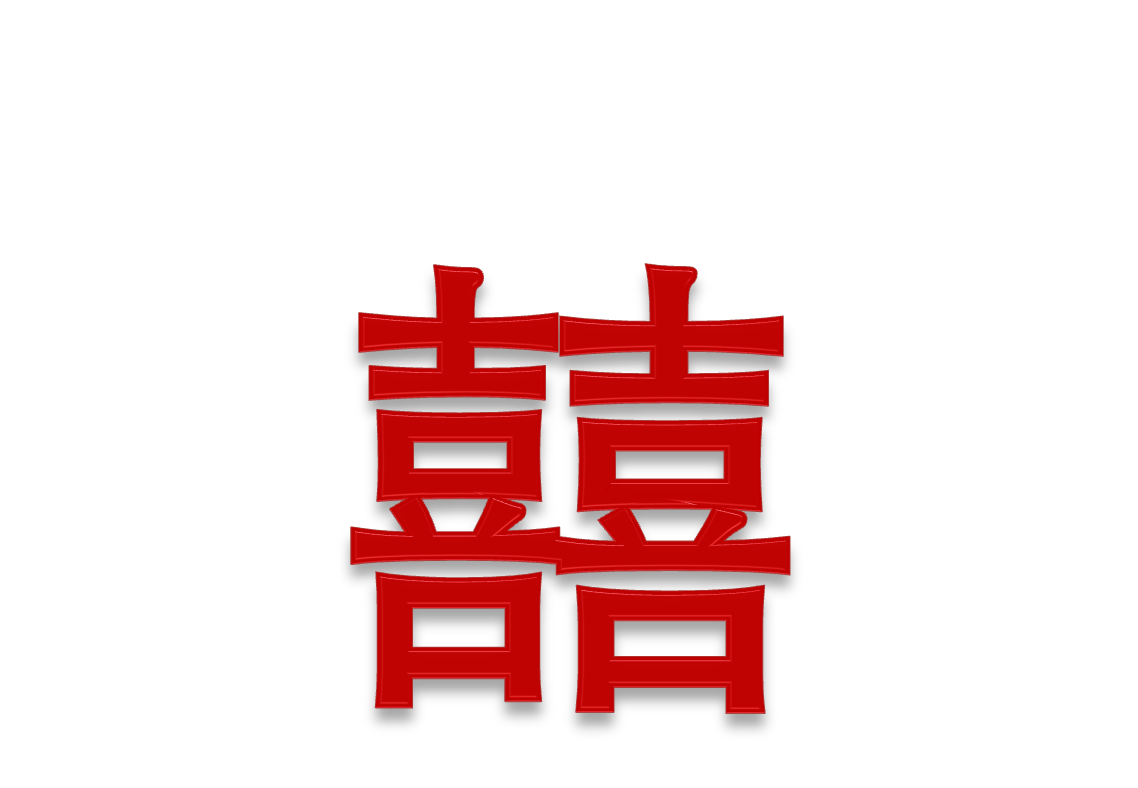
Double bonheur

Double bonheur, (chinois : 囍 ; pinyin : shuāngxǐ), est un mot composé de deux sinogrammes (喜, xǐ, « joyeux, heureux ») à conformer un carré, commun dans les caractères chinois. On l'utilise en général à signifier le bonheur du mariage, car les deux 喜 donnent le sens d'une paire de joie. 囍 est présenté toujours en rouge et parfois en noir ou en or sur fond rouge sur les cadeaux pour les mariés. On le découvre aussi souvent à l'occasion de Nouvel An chinois, en papiers rouges découpés et collé sur les immeubles, les fenêtres et les portes.

## Histoire
Pendant le règne de la dynastie Tang (618 – 690 et 705 – 907), un jeune garçon était en chemin vers la capitale pour se présenter à un examen impérial dont le meilleur candidat deviendrait ministre à la cour royale. Sur le chemin, il tomba subitement malade. Alors qu'il passait par un village de montagne, il rencontra un herboriste qui l'emmena chez lui. Grâce à ce docteur et sa jeune fille, le jeune garçon récupéra rapidement. Alors quitter la maison de l'herboriste devint difficile pour lui parce qu'il était tombé amoureux de la fille de l'herboriste. Avant son départ, la fille écrivit la partie droite d'un couplet pour le garçon et il promit qu'il allait l'épouser dès qu'il aurait terminé l'examen.
Heureusement, le jeune garçon réussit l'examen et obtint la meilleure note. L'empereur montra de l'admiration pour la connaissance du garçon. Lors de son entrevue avec lui, l'empereur lui demanda de compléter la partie droite d'un couplet. Soudain, le jeune garçon se souvint de ce que son jeune amour avait écrit. Réalisant que c'était la réponse parfaite au couplet de l'empereur, il répondit avec ces mots. L'empereur était plus que satisfait de cette réponse et bientôt le nomma ministre au sein du tribunal. Il autorisa également le garçon à visiter sa ville natale avant d'entrer au bureau. Le jeune garçon alla directement à la maison de la jeune fille. Il tint sa promesse et ils se marièrent. Le jour de leur mariage, tous deux écrivirent la même moitié droite du couplet qui leur avait porté bonheur. C'est ainsi que le caractère double bonheur est né.
Depuis lors, ce caractère représente l'amour, le bonheur et la chance. Il a aussi évolué pour devenir une partie de la coutume sociale du mariage chinois.